# Serie B di beach soccer
La Serie B di beach soccer è una competizione sportiva italiana riservata alle squadre di calcio da spiaggia e gestita dalla LND - Dipartimento Beach Soccer.
La competizione si svolge in un'unica tappa con tre partite per ognuna delle 4 concorrenti. La vincente del girone ottiene la promozione in Serie A.

## Albo d’oro
| Edizione | Vincitore                                                               | Note        |
| -------- | ----------------------------------------------------------------------- | ----------- |
| 2015     | FC Pollame Fischiere (Amici dello Sport Terracina)                      | [ 2 ]       |
| 2016     | Girone A: NoName Nettuno (Amici dello Sport Terracina) Girone B: Bragno | [ 3 ] [ 4 ] |
| 2017     | Girone A: Bragno Girone B: Palazzolo                                    | [ 5 ] [ 6 ] |
| 2018     | Genova                                                                  | [ 7 ]       |
| 2023     | Brancaleone                                                             | [ 8 ]       |
| 2024     | Sakro Crotone                                                           | [ 9 ]       |